# ولوو سری پی‌وی۸۰۰
ولوو سری پی‌وی۸۰۰ (Volvo PV۸۰۰ Series) یک سری خودرو است که در سال‌های ۱۹۳۸ تا ۱۹۵۸تولید شده‌است.
این خودرو در کلاس تاکسی قرار گرفته و طراحی آن خودروهای موتور جلو-محور عقب بوده است.
موتور آن ۳۶۷۰ سی‌سی سیستم جعبه‌دندهٔ آن ۳ دنده به صورت دستی است.

## نگارخانه

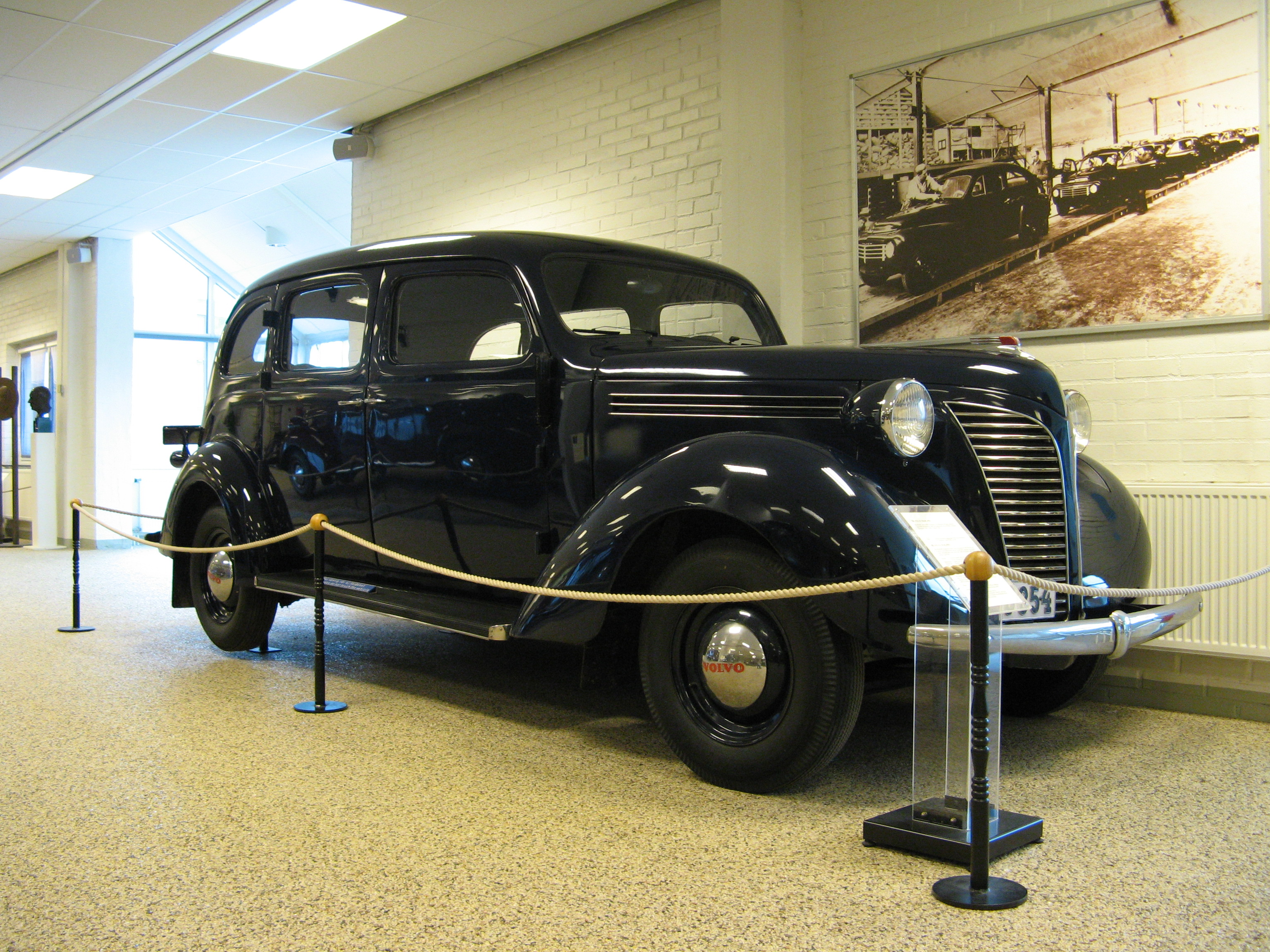
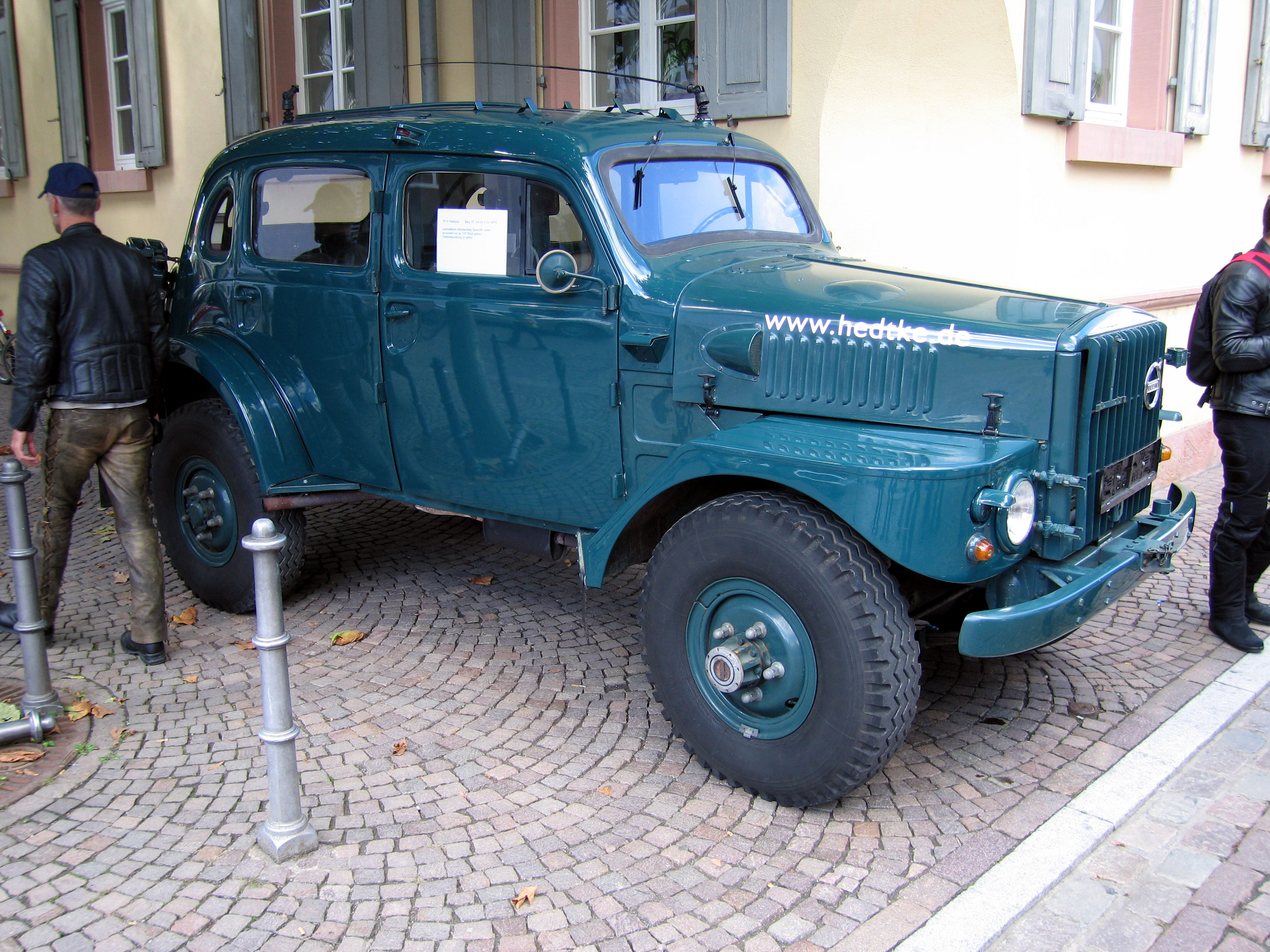
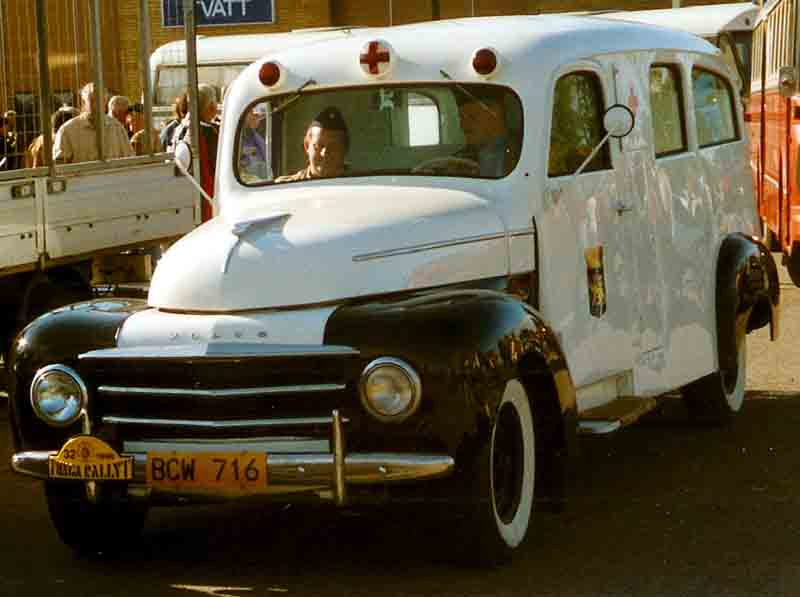
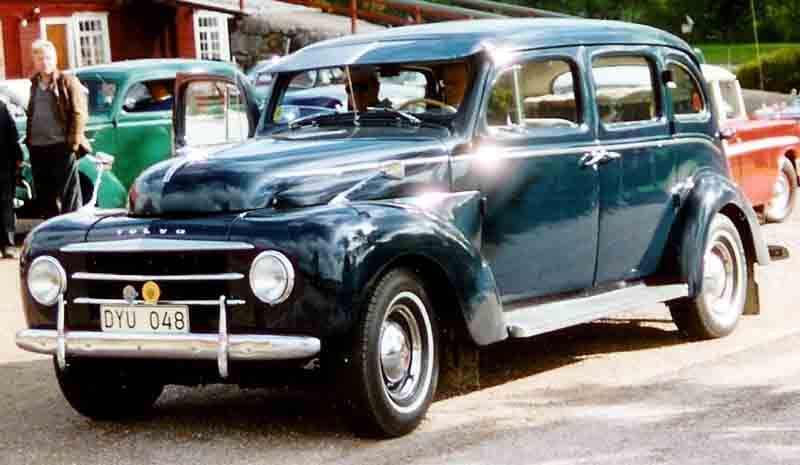
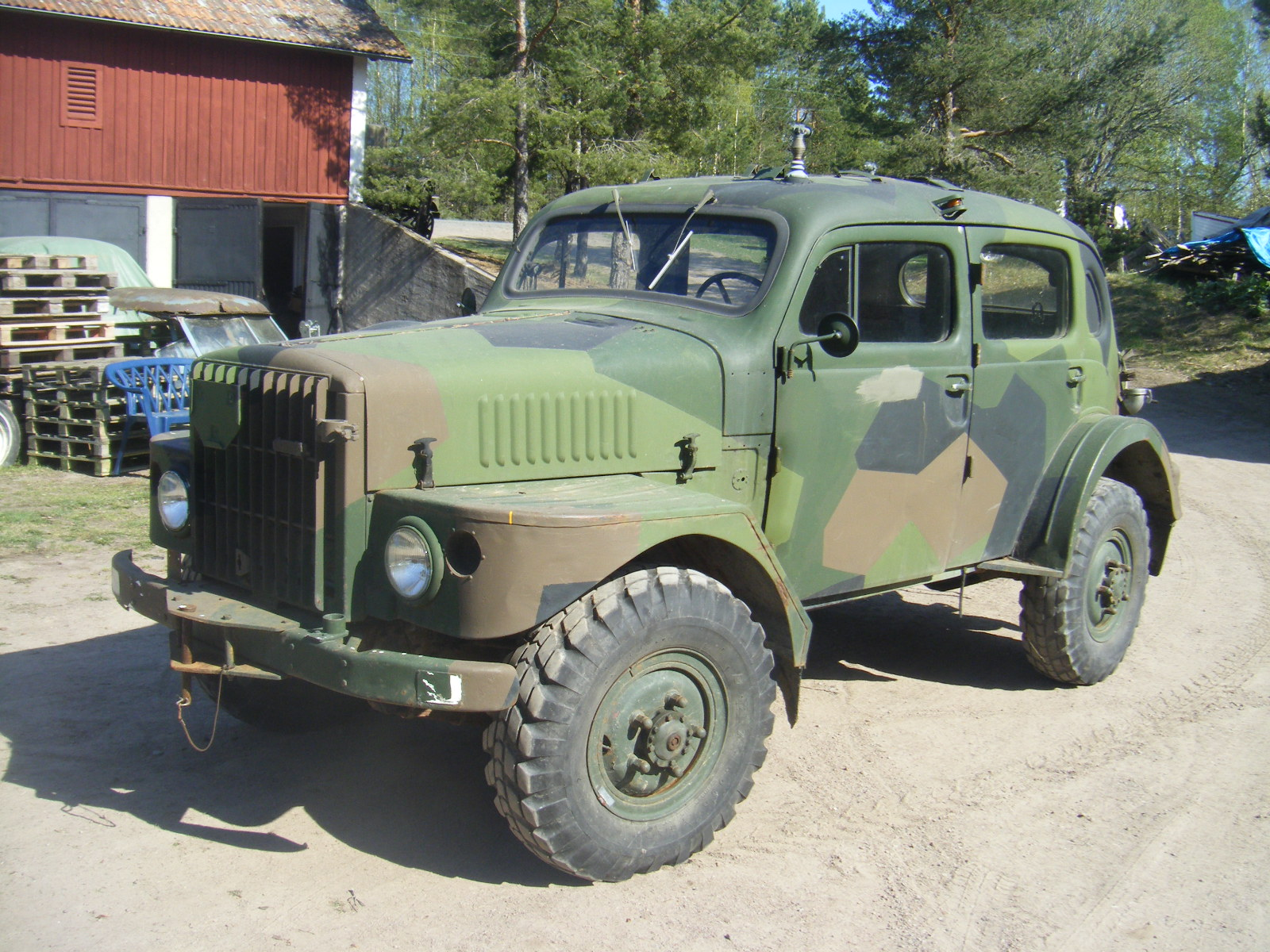